# Vinkel

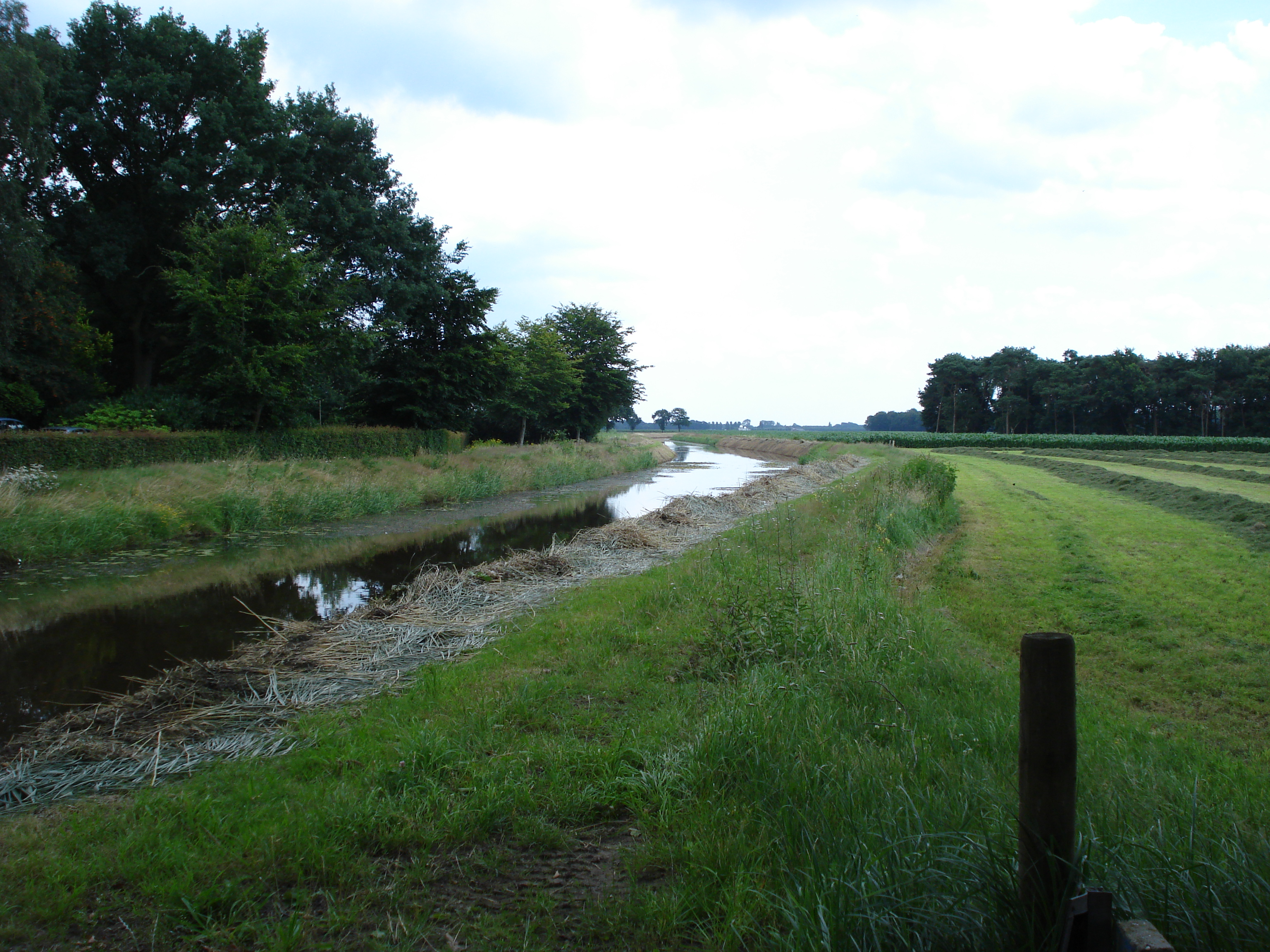
Vinkel, Barrièrewetering.

Vinkel est une localité de la commune néerlandaise de Bois-le-Duc dans le nord-nord-est de la province du Brabant-Septentrional. Le 1er janvier 2006, Vinkel compte 2 306 habitants.

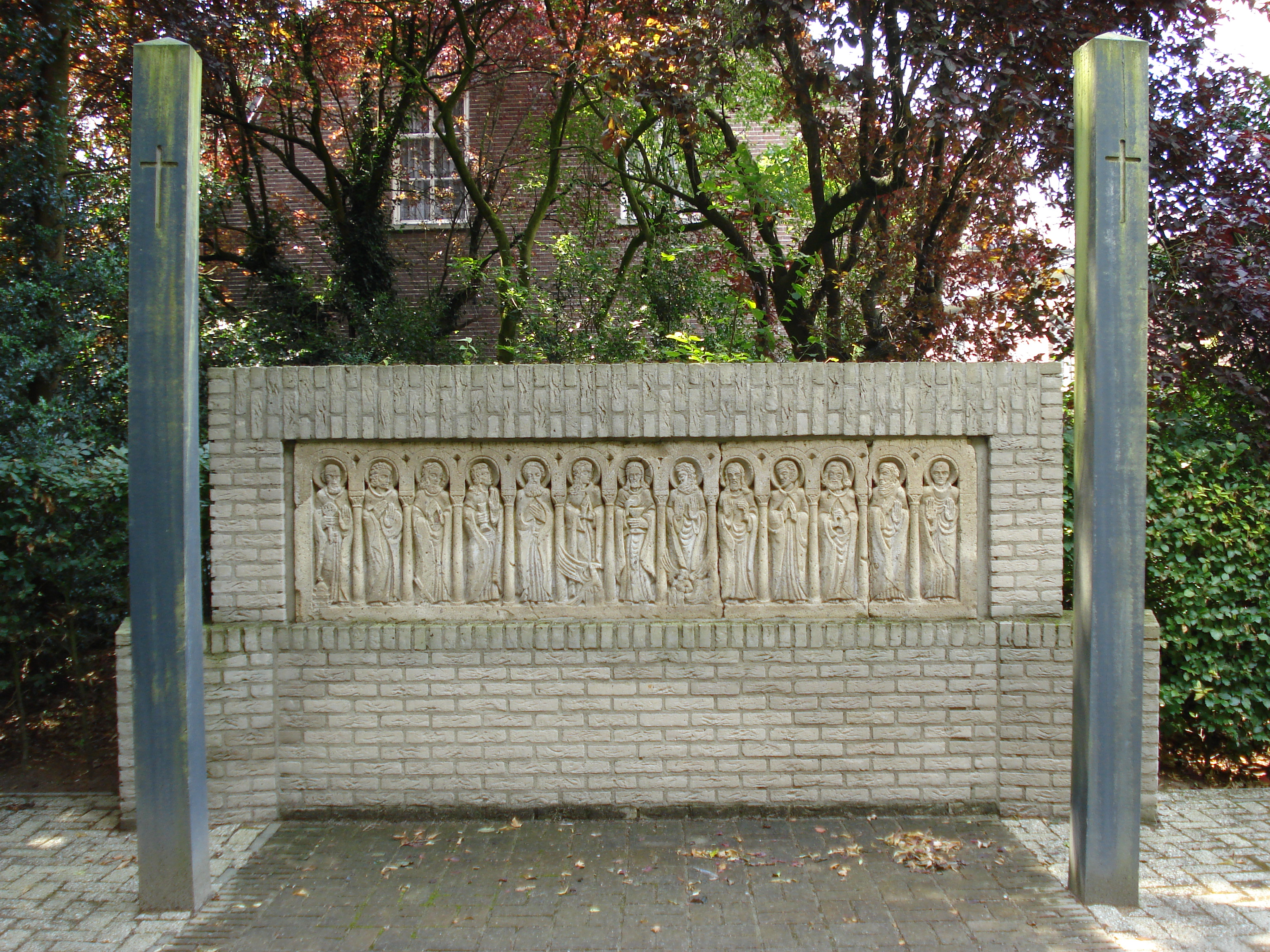
Vinkel, monument aux morts 1940-1944.

## Histoire
L'histoire écrite de Vinkel commence avec la distribution par le Duc de Brabant en 1298 ou 1299 des terres communales de Vinkel aux habitants des villages environnants. Ainsi il y avait Nulands Vinkel, Geffens Vinkel, Rosmalens Vinkel sous Rosmalen puis sous Berlicum, Munnekes-Vinkel avec une partie de Kaathoven sous Heesch), et une partie de Vinkel avec un autre morceau de Kaathoven sous Heeswijk-Dinther. C'est aussi le début de l'histoire écrite des villages de Geffen et Nuland, et les trois villages ont fêté ensemble en 1998 leurs 700 ans d'existence comme symbole de l'unité de la nouvelle commune de Maasdonk.
À cause de cette division, Vinkel n'a jamais été une commune, ni une unité administrative et la localité n'est unie en paroisse qu'en 1882.
En 1993, Nulandse Vinkel et Geffense Vinkel sont intégrés dans la nouvelle commune de Maasdonk. À la fusion des anciennes communes de Heeswijk-Dinther et Heesch en 1994 et de l'annexion de Berlicum à Saint-Michel-Gestel, les autres parts de Vinkel sont transférées à Maasdonk sauf pour une correction de frontière, qui a laissé une petite part de Vinkel à Bernheze. Ce n'est donc que grâce à la nouvelle répartition des communes du Brabant-Septentrional fin XXe siècle, que Vinkel est uni administrativement pour la première fois.

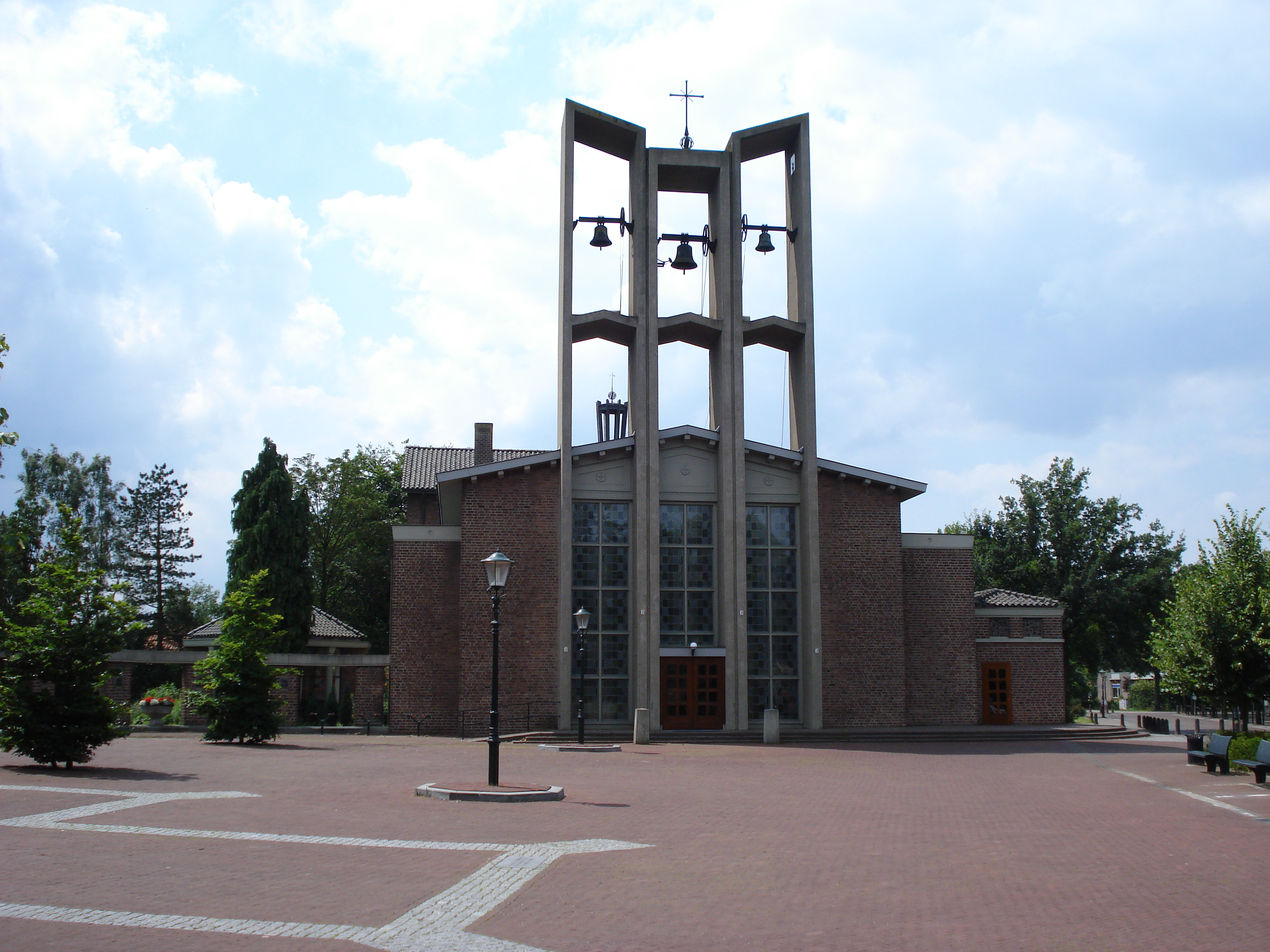
Vinkel, l'église.

## La paroisse
Le centre du village s'est développé dans le sud du Nulands Vinkel et du Geffens Vinkel. C'est là qu'on a construit l'église à la fondation de la paroisse en 1884. Avant, Vinkel tombait en grande partie sous la paroisse de Nuland. Pendant les inondations hivernales de la Meuse et de l'Aa, dès que le sentier du Kerkdijk (Digue de l'eglise), qui reliait Vinkel à l’église du polder à Nuland, était sous l'eau, il fallait aller en bateau à la messe. Raison suffisante pour vouloir une église à soi.
La première église de Vinkel, Notre-Dame du Rosaire, consacré en 1889, a été dynamitée en 1944 par les Allemands. La paroisse s'est alors servie du bâtiment de l’école jusqu'à l'ouverture de l'église actuelle en 1954.

## Lesécarts
Les écarts de Vinkel ont un peu leur histoire à eux.
Un des plus anciens est Geffens Vinckel, 1298, anciennement situé sur le territoire de Heesch. C'est la date de 1298 qu'on retient pour la fondation de Vinkel.
De la même époque, Munnekes Vinkel (Vinkel des moines), mentionné en 1295 comme une implantation de Baselaars, le nom qu'on donnait à Bois-le-Duc aux moines de l’ordre des Guillaumites. Cet ordre avait été fondé vers 1150 en Toscane par Guillaume de Malavalle. Il y avait également des Baselaars au Papendijk à Geffen.

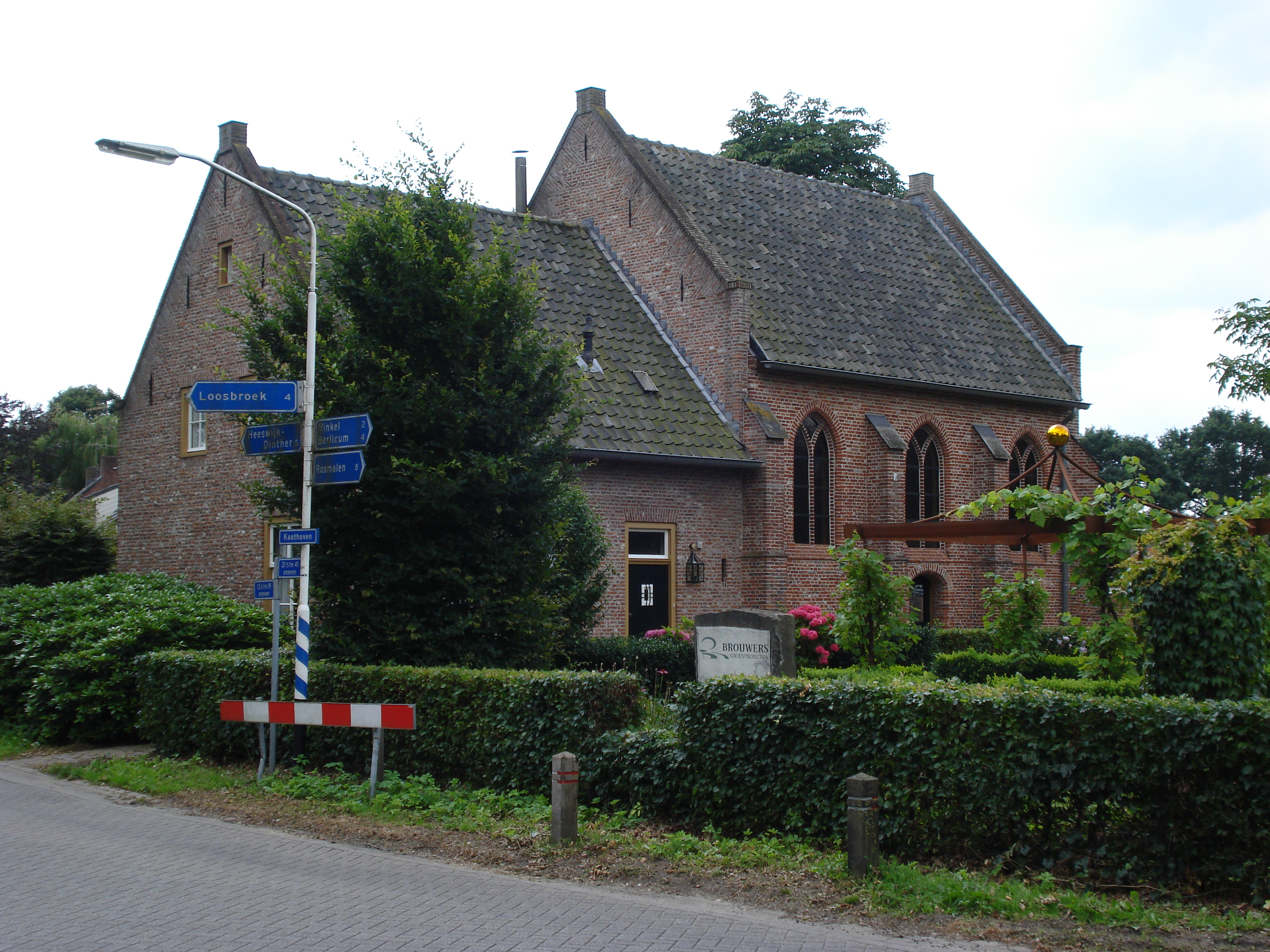
Vinkel, chapelle Cunera à Kaathoven.

Le hameau Kaathoven a été fondé vers 1340. Il possédait déjà une chapelle en 1500, consacrée à sainte Cunera patronne contre les maux de gorge et les maladies du bétail. Le pèlerinage à sainte Cunera a eu son apogée au début du XVIIe siècle, mais par manque de visiteurs elle a été désaffectée en 1674. Le bâtiment a quelque temps servi d'école et est maintenant une habitation privée.
Un écart tout récent est le village de vacances Vinkeloord, près duquel se trouvait le musée autotron. Situé autrefois dans la commune de Rosmalen, il a été annexé à la commune de Maasdonk pendant le regroupement des communes. Le musée de l'automobile Autotron est actuellement fermé et la collection transférée à La Haye.

## Divers
Vinkel possédait un très beau moulin, De Zwaan, vieux de deux siècles environ, qui a été vendu et transféré aux États-Unis à la ville de Holland (Michigan), où il est l'attraction principale du Windmill Island.